# Ayşe Baysal
Prof. Dr. Ayşe Baysal (Karaman, Turquia, 1930 - Ankara, Turquia, 14 d'agost de 2016) va ser una acadèmica turca especialitzada en dieta i nutrició. Com que sempre accentuava les bondats de les llenties, especialment en programes de la televisió turca, l'opinió pública la coneixia com a "Mercimek Teyze" ("Tia Llenties").

## Vida i carrera
Ayşe Baysal va néixer en un petit poble del districte de Karaman, Konya (avui Província de Karaman), a Turquia, el 1930, i va estudiar a l'institut de İvriz en un projecte d'educació rural turc anomenat Köy Enstitüleri. Després de graduar-se a l'Ankara Kız Teknik Yüksek Okulu (l'Escola Tècnica de Secundària per Dones d'Ankara), es va convertir en professora i en experta en agricultura. El Ministeri d'Agricultura la va enviar als Estats Units perquè s'especialitzés en "economia casolana" i allí va realitzar una llicenciatura, un màster i un doctorat, a l'Institut Politècnic de Virginia, abans de tornar al seu país com a experta en nutrició humana. En primera instància va treballar al Hıfzıssıhha (Institut de Salut Pública), a la capital, i després es va dedicar a la vida acadèmica, a la Universitat de Hacettepe. Es va convertir en Directora de l'Institut de Nutrició i Dietètica de la Universitat, en Professora associada el 1970 i en Professora el 1976. Baysal va escriure diversos llibres sobre nutrició, dietètica i cuina turca i en va donar els ingressos al fons de beques de l'Associació turca de dietistes (Türkiye Diyetisyenler Derneği), i a la "BESVAK", la Fundació Ayşe Baysal d'Investigació i Educació en Nutrició (Prof. Dr. Ayşe Baysal Beslenme ve Eğitim Araştırmaları Vakfı), per a l'educació dels experts en nutrició a Turquia. Baysal també va ser oradora principal de congressos sobre el blat i sempre va defensar la importància del pa com a element de nutrició, gens dolent per a la dieta.